# Daria Nazárova
Daria Viacheslávovna Nazárova –en ruso, Дарья Вячеславовна Назарова– (16 de noviembre de 1983) es una deportista rusa que compitió en lucha libre. Ganó una medalla de bronce en el Campeonato Europeo de Lucha de 2002, en la categoría de 63 kg.

## Palmarés internacional
| Campeonato Europeo | Campeonato Europeo    | Campeonato Europeo | Campeonato Europeo |
| Año                | Lugar                 | Medalla            | Categoría          |
| ------------------ | --------------------- | ------------------ | ------------------ |
| 2002               | Seinäjoki (Finlandia) | Medalla de bronce  | 63 kg              |